# Paul Blackthorne
Paul Blackthorne (ur. 5 marca 1969 w Wellington, w hrabstwie Shropshire) – brytyjski aktor telewizyjny i filmowy, a także reżyser, producent filmowy i fotograf.
Aktorstwo zaczął w wieku jedenastu lat w National Youth Music Theatre. Najbardziej znany jest z tytułowej roli Harry’ego Dresdena w serialu Akta Dresdena, który powstał na podstawie cyklu książek Jima Butchera pod tym samym tytułem. Poza aktorstwem zajmuje się również fotografią.

## Filmografia
| Rok  | Tytuł                                                         | Rola                                  | Uwagi                |
| ---- | ------------------------------------------------------------- | ------------------------------------- | -------------------- |
| 1998 | Romeo Thinks Again                                            | Romeo                                 | Film krótkometrażowy |
| 1999 | This Is Not an Exit: The Fictional World of Bret Easton Ellis | Victor Ward                           |                      |
| 2000 | Rhythm & Blues                                                | John                                  |                      |
| 2001 | Lagaan: Dawno temu w Indiach                                  | Captain Andrew Russell                |                      |
| 2001 | The Truth Game                                                | Dan                                   |                      |
| 2003 | Mindcrime                                                     | Mężczyzna                             | Film krótkometrażowy |
| 2004 | Gramercy Park                                                 | Jack Quinn                            | Film telewizyjny     |
| 2005 | Four Corners of Suburbia                                      | Walt Samson                           |                      |
| 2006 | Special                                                       | Jonas Exiler                          |                      |
| 2008 | The Gold Lunch                                                | Mężczyzna                             | Film krótkometrażowy |
| 2008 | Shocktrooper                                                  |                                       | Film krótkometrażowy |
| 2009 | Opowieść wigilijna                                            | Gość #3; Biznesmen #2                 | Głos                 |
| 2012 | Liga Sprawiedliwych: Zagłada                                  | John Corben / Metallo; Henry Ackerson | Głos                 |
| 2014 | Głupi i głupszy bardziej                                      | Dr. Meldman                           |                      |

| Rok       | Tytuł                             | Rola                 | Uwagi                              |
| --------- | --------------------------------- | -------------------- | ---------------------------------- |
| 1999      | Peak Practice                     | Liam MacGregor       | 4 odcinki                          |
| 1999      | Jonathan Creek                    | Gino                 | Odcinek: „The Eyes of Tiresias”    |
| 2001      | Szpital Holby City                | Guy Morton           | 11 odcinków                        |
| 2002−2003 | Lekarze marzeń                    | Dr. Matt Slingerland | 13 odcinków                        |
| 2004      | Ostry dyżur                       | Dr. Jeremy Lawson    | 5 odcinków                         |
| 2004      | 24 godziny                        | Stephen Saunders     | 10 odcinków                        |
| 2005      | Medium                            | Henry Stoller        | Odcinek: „I Married a Mind Reader” |
| 2006      | Deadwood                          | Człowiek Hearsta     | 2 odcinki                          |
| 2006      | Detektyw Monk                     | Dr. Polanski         | Odcinek: „Mr. Monk and the Leper”  |
| 2007–2008 | Akta Dresdena                     | Harry Dresden        | Tytułowa rola; 13 odcinków         |
| 2007–2008 | Faceci na topie                   | Terrence Hill        | 9 odcinków                         |
| 2008–2009 | Szminka w wielkim mieście         | Shane Healy          | Główna obsada; 20 odcinków         |
| 2009      | Tożsamość szpiega                 | Thomas O’Neill       | Odcinek: „Long Way Back”           |
| 2010      | Uczciwy przekręt                  | Tony Kadjic          | 2 odcinki                          |
| 2010      | CSI: Kryminalne zagadki Miami     | Tony Enright         | Odcinek: „L.A.”                    |
| 2010      | The Gates: Za bramą tajemnic      | Christian Harper     | 6 odcinków                         |
| 2010      | Magazyn 13                        | Larry Newley         | Odcinek: „Secret Santa”            |
| 2010–2011 | Białe kołnierzyki                 | Julian Larson        | 2 odcinki                          |
| 2012      | CSI: Kryminalne zagadki Las Vegas | Tom Laudner          | Odcinek: „Trends with Benefits”    |
| 2012      | Rzeka                             | Clark Quietly        | Główna obsada; 8 odcinków          |
| 2012      | Nie ma lekko                      | Jack St. Cloud       | Odcinek: „Mr. Irrelevant”          |
| od 2012   | Arrow                             | Quentin Lance        | Główna obsada                      |
| 2015      | Flash                             | Quentin Lance        | Odcinek: „Who Is Harrison Wells?”  |